# Muscolo coracobrachiale

Visione dal basso. Muscolo in rosso. Le coste non sono mostrate.

Il muscolo coracobrachiale è il più piccolo di tre muscoli che prendono origine dal processo coracoideo della scapola (gli altri due muscoli sono il piccolo pettorale,che però si inserisce e non origina dal suddetto punto, e il bicipite brachiale). È situato nella parte supero-mediale del braccio.
È perforato ed innervato dal nervo muscolocutaneo.

## Origine ed inserzione
Origina dall'apice del processo coracoideo, in comune con il capo breve del muscolo bicipite brachiale, e dal setto intermuscolare compreso tra i due muscoli.
Si inserisce per mezzo di un tendine piatto in un solco del terzo medio della faccia anteromediale del corpo dell'omero, tra le origini del bicipite brachiale e brachiale.

## Azione
Il muscolo coracobrachiale causa la flessione, e l'adduzione del braccio.

## Innervazione
Il muscolo coracobrachiale è innervato dal nervo muscolocutaneo che origina dai rami di divisione anteriore dei tronchi superiori (C5, C6) e medi (C7) del plesso brachiale.Dal punto di vista della radice, però, nella maggior parte dei casi, l’innervazione viene da C7. Nelle lesioni avulsive C5-C6 del plesso brachiale, infatti, il piccolo ramo in uscita dal muscolocutaneo per questo muscolo è sovente funzionante alla stimolazione elettrica.